# I.D.A
i.D.A（ill Deeds of Abel）は、日本のヴィジュアル系バンド。所属事務所およびレーベルはDouble River Record。
2018年にXeno、リゼ、リオン、ニア、啼の5人で兄弟バンドのNETH PRIERE CAINと同時デビュー。
初期のバンドテーマの影響で、各メンバーにコードネームがあった。

## メンバー
- Xeno（ボーカル・2月6日生・AB型・メンバーカラー 赤）- 双面のキング [3]
- リゼ（ギター・編曲・一部コーラス・バンドリーダー・7月27日生・O型・メンバーカラー  紫）- 狡猾のビショップ[4]
- カナメ（ベース・12月20日生・B型・メンバーカラー 緑）
- レン（ドラム・11月6日生・O型・メンバーカラー 青）

## 旧メンバー
- リオン （ギター）- 狂愛のビジョップ[5]
- ニア（ベース）- 反逆のナイト[6]
- 啼 （ドラム）- 狂激のルーク[7]

## 来歴
2018年
- デビュー作 CAIN×ABEL(NETH PEIERE CAIN & i.D.A)をヴィジュアル系専門店を中心に3000枚限定配布リリース。
- 11月29日から翌5月31日まで名古屋の各ライブハウスにてデビューツアー開催。

2019年
- 1月
  - 1st シングル「神話双星記」をNETH PRIERE CAINと同時リリース。
- 3月
  - ライブツアー開催中、一身上の都合によりBa.・ニアが脱退後も各会場を巡った。

 以下、当時コメント引用 (2019/03/13iDAから大切なお知らせ)
いつもi.D.Aを応援して頂きありがとうございます。
iDAベース担当のニアですが、一身上の都合により本日をもって脱退という運びとなりました。
始動から間もない時期にこのような突然のご報告となり、心からお詫び申し上げます。
以降の3/15 HOLIDAY NEXT NAGOYA公演からは残る4人のメンバーで一丸となつて尽力してまいりますので、今後ともご支援のほど宜しくお願い致します。
Double River Record 

iDA一同
- 4月
  - 平成最後・会場限定シングル「VERMIN」がリリース。
  - 精力的に年内各会場を巡りライブを開催した。
- 9月
  - 2nd シングル「Re:sist」をリリース。
- 12月
- i.D.A 1st Anniversary ONE MAN LIVEを名古屋ell.FITS ALLにて開催。
- 以降年一でAnniversary Liveを開催するのが恒例となった。

2020年
- 1月
  - 1st、2nd シングルの配信を開始。
- 4月
  - 3rd シングル LRRH.をリリース。同時にワンマンライブ『攻撃は最大の防御』を名古屋 3STAR IMAIKEにて開催。その後各ライブが決まっていたがCOVID-19の感染拡大により7月までのライブを軒並み中止に。
- 6月
  - 26・27日に名古屋、大須にて開催予定だったライブを新型コロナウイルス感染拡大により断念。
- 7月
  - バンド初となる東名版ツアー開催。 初回公演となる、9日の池袋Black Hole公演のみ中止に。
  - 27・28日、名古屋UNLIMITS大須にて限定2DAYS One Manを開催。
- 12月
  - i.D.A 2nd Anniversary One Man Live Phase 3を名古屋ell.FITS ALLにて開催、本公演より、:現(Ba.)のカナメが加入した。

2021年
- 1月
  - 1st ミニアルバム Paradoxicalをリリース、精力的に各ライブ会場を巡った。
- 4月
  - 方向性の違いにより(Dr.)の啼が脱退。

 以下当時コメント引用。(2021/04/05 いつもi.D.Aを応援していただいている皆様へ、大切なお知らせ)
この度、i.D.A始動より約2年間活動を共にしてきましたDrumsの啼が、ヴィジュアル系という音楽ジャンルにおける方向性の相違を理由に、6月の3Daysワンマン公演「Last chapter -trilogy-」をもちましてi.D.Aを脱退する運びとなりました。
皆様には突然の発表となってしまった事を深くお詫び致します。今回、啼より上記の理由においた脱退の申し入れがあり、本人の意思を尊重した協議のもと、メンバー、事務所ともにこの申し出を受け入れる事となりました。
今までi.D.Aを応援し、また支えてくれた皆様には寂しいご報告となってしまい、大変申し訳ありません。ですが決して、この決断はお互いにネガティブな選択ではなく、それぞれのこれから先の道を考えた上で、新たな門出としての前向きな選択でありますことをご報告申し上げます。
残る6月の3Daysワンマン公演までのi.D.Aメンバーとしての啼を、 そして彼を笑顔で送り出すためのステージを お時間のある方は是非、見届けに来て頂けましたら幸いです。
- i.D.A 3DAYS ONEMAN「Last chapter -trilogy-」
  - 2021.6.09(WED) HOLIDAY NEXT NAGOYA
  - 2021.6.10(THU) HOLIDAY NEXT NAGOYA
  - 2021.6.11(FRI) HOLIDAY NEXT NAGOYA

啼とは別の道を歩んでいくことになりますが、 i.D.Aは活動を止めることなくこの先も進み続けて参ります。そして、その先それぞれの道を進んでいく啼とi.D.Aを、これからもどうぞ宜しくお願いいたします。
Double River Record　i.D.A

下記メンバーコメントも是非、お時間ある時に一読頂けますと幸いです。
 **【MEMBER COMMENT】** 
突然の発表ですみません。この度i.D.Aを脱退することとなりました。
昨年から、V系というバンドのプロモーションの仕方に疑問を持つようになり、それと同時にi.D.Aとしての活動についていけなくなりました。ライブをしたり、スタジオに入ったりするのはもちろん楽しいし、i.D.Aの音楽自体自分の好きな音楽の一つです。ただ自分の思い描いているやり方とは遠く、それをこれからも人生をかけてやっていくことは出来ないという結論に至りました。
脱退するその日までi.D.Aのドラマーとして手を抜くことはないし今まで通り全力で叩ききるつもりなので、最後までよろしくお願いします。
Drums 啼
▲
バンドのドラマーとしてはもちろんだけど悩んでいる時はアドバイスをくれたり、 僕が至らない点がある時は指摘されてムカついたりもしたけど、 「あの部分はよかったよ！」とか急に褒めるから単純な僕はそれで救われたりして、、笑。何というか、ユーモアのある啼の人間性がi.D.Aを支えてくれていたんだなって思ってます。
だからこそ脱退の話を聞いた時は正直ガーン!って思ったけど、啼がめちゃくちゃ悩んで決断したことだしこっちが暗くなるんじゃなくて、前向きに考えて送り出した方がいいんじゃないかなってね。
3〜4年の付き合いで一緒にいるのが当たり前だと思っていたから寂しいけど、残り少ない最後の日まで全力でぶつかり合って、啼がi.D.Aやってて楽しかったなって思えるようみんなで送り出せたらいいなと思います。
Vocal Xeno
▲
カナメくんが加入してやっとこの5人になり、これからこのメンバーで突き進んでいこうと思っていた矢先でした。
ずっとずっとi.D.Aで一緒にやっていくんだと思っていました。とても悲しいし、寂しいし、悔しいです。脱退の旨を聞いた後も、何気なくいつも通りスタジオでふざけ合ったり、いつも通り、何ならいつも以上にライブを一緒に楽しむようになって、脱退するって言っといてこのままこいつずっと居るんじゃないかって思ってしまう程でした。
やっぱり、寂しいです笑。ですが啼は次の目標へと突き進んでいこうとしています。勿論それはボク達も同じです!
ボク達は全力の笑顔で啼を送り届けようと思います!
Guitar リオン
▲
初めてライブで啼のドラムを見た時、あ、こいつと一緒にバンドやってみたい!って思ったのを覚えてます。啼と一緒に立つステージが本当に大好きで、啼の叩くドラムでギター弾くのが大好きなので、正直すごく寂しいです。人間味に溢れた素敵なやつで、親友です。そんなやつが悩んで考えて決めたことなので啼のこれからを全力で応援したいと思います！笑って送り出せるかな笑。きっと最後はめちゃくちゃ泣きます笑。でもお互い前に進むための決断なので、応援してくれてる子には悲しい想いをさせてしまうけど、 受け入れてあげて欲しいです。啼には笑顔が似合うからね、最後は笑顔で送り出してあげようと思います!よろしくお願いします!
Guitar リゼ
▲
6/11のワンマン公演をもちましてDrumsの啼が僕たちと別の道を歩むことになりました。
自分はサポート期間含めて一年半近く一緒に活動してきたけれども、啼はドラマーとしてはもちろん、人間面でもi.D.Aをしっかりと支えてくれました。
抜けてしまう事は正直悲しいし、今後を不安に思うこともあるけど、啼の考えを尊重したいと思い今回の決断となりました。
i.D.Aのメンバーとして一緒にライブが出来るのはあと10回くらいだけれど、最後の一日までi.D.Aのドラマーで良かったと思って貰えるよう励んでいきたいと思います。
Bass カナメ
- 7月
  - 配信シングル「ドラマチックチルドレン」リリース。
- 8月
  - 前述のシングルを会場限定盤としてCD化。
- 12月
  - i.D.A 3rd Anniversary ONEMAN LIVEをElectricLadyLandにて開催、本ライブより、現(Dr.)のれんが加入した。

2022年
- 3月
  - ライブツアーREASON開催。
- 4月
  - 4th Single Noiseをリリース。並びにi, dentity the Noiseライブツアー開催。尚、XENOが扁桃腺切除の為、活動を一ヶ月休止していた、が他メンバーにて活動自体は継続。
- 7月〜9月
  - そしてライブツアー後、4人体制になる事が決定し、なる前現体制での最後の制作となったライブツアー後のミニアルバム『バタフライエフェクト』が7月29日に発売し、そして8月には方向性の違いによりGuitarリオンが脱退予定となっていたが、メンバーの新型コロナウイルス感染もあり、延期、9月7日のワンマンライブを以て脱退。

以下当時のコメントを引用。2022/07/01【i.D.Aより大切なお知らせ】
この度、i.D.A始動より約3年間活動を共にしてきましたGuitarのリオンですが、2022年の8月末日をもちましてi.D.Aを脱退しますことをご報告いたします。
メンバー間でのバンドの音楽性や、それぞれの考える方向性の相違等を踏まえた結果、音楽シーンにおいて別々の道を歩んでいく事を決定いたしました。
日頃応援してくださっていたファンの皆様、また関係者の皆様には突然の報告となり、誠に申し訳ございません。
リオンの在籍するi.D.Aの現体制での最後のワンマンライブ公演として、緊急ONE MAN「CALL:Hazelnut/Primrose」を、8/15(MON)HOLIDAY NEXT NAGOYAにて開催することとなりました。
- 2022/08/15(MON) HOLIDAY NEXT NAGOYA
  - i.D.A Emergency ONE MAN LIVE「CALL:Hazelnut/Primrose」

そして8月、i.D.Aのリオンとしてのライブ出演は、名古屋でのライブ出演を8/24のHOLIDAY NEXT NAGOYA Planet CHILD Music 15th Anneversary 15Days Event「ZON.D.A-FINAL-」そして活動拠点である名古屋から離れてはしまいますが、本人の希望もあり、8/30大阪3会場同時開催イベントPlanet CHILD Music 15th Anneversary 15Days EventDay.14 『Meteoric Scatter』でのイベント出演をもって終了とさせていただきます。
お時間のある方は是非、7月、8月の、i.D.Aリオンとしての残りのステージを見届けに来ていただけましたら幸いです。
重ねてこの度は突然のご報告となり、申し訳ございません。この先もそれぞれの道を進んでいくリオンと、i.D.Aを、これからもどうぞ宜しくお願いいたします。
 Double River Record　 i.D.A 
 -　リオン MESSAGE　- 
突然の脱退発表、驚かせてごめんなさい。発表にもあった通り、8月いっぱいをもって、今のバンドi.D.Aを脱退します。前のバンド「iLLFAME」から合わせて約5年くらい、別れも沢山あったけど同じくらい沢山いろんな人に出会うことが出来ました。ファンのみんなと事務所、先輩方々には心から感謝します、本当にありがとうございました!
脱退理由となった方向性の違いなどについては、実はここ1年くらい悩んでいました。やっぱり、メンバーそれぞれの個性として好きな音楽、やりたい音楽の種類が違って。それは当たり前なんだけど、その中でボク個人の「こうありたい、表現したいヴィジュアル系」と、 「i.D.Aの持つヴィジュアル系」の違いが自分の中で大きな割合を占めてきていて、「脱退」という 言葉について考えるようになっていました。
考え出してから1番に考えたのは応援してくれるお客さん達でした。ボクは皆が楽しんでる姿、暴れる姿が大好きです。そんな皆の表情や特典会で皆とコミュニケーションとったら、もう少し頑張ってみようと何度も、 何度も繰り返し考えなおしたりました。
だけど正直な話、考えすぎたせいか精神的にも体調を崩してしまい、好きなはずのギターも一時的に弾けなくなってしまうほどでした。 この時、自分の中で脱退という言葉が固まりました。
ですが、脱退が決まってからの今は、変な話ですが肩の荷が降りたような気がしています。ギターも楽しく弾いてます!笑
今思えば、色々思い詰め過ぎたんだなと少し反省しています。
i.D.Aになってからの4年間、今思い返せば沢山の思い出があります。悲しい思い出もあるし、アホみたいな思い出もあるし、迷惑をかけてしまった思い出も。笑
けど沢山仲間と笑いあったし、悔しい思いも一緒にしてきた、約4年間でした!
カップリングツアーもして日本各地に行くことができたし、色んなバンドや先輩方と仲良くなることも 出来たし、バンドマンとしてかなり勉強することもできました。i.D.A、凄く楽しかったです!しばらく顔を見ていないお客さんもまた 8/15のHOLIDAY NEXT NAGOYAでのワンマン「CALL:Hazelnut/Primrose」や、 残りのスケジュールどこかで、ぜひ愛に来てくれたら嬉しいです。
一時的にステージから降りてしまうことになるけど、またバンド組んでステージに立ちたいと思っています!諦めない!
この先、ボクなりに突っ走って行くので残り1ヶ月、8/30まで、よろしくお願いします!
i.D.A Guitar リオン
- 11月から12月
  - 4人体制なって初の配信シングル『SLAUGHTER GAME』が11月4日に発売した。
  - i.D.A四周年記念ライブツアー『MELANCHOLIC』も11月から12月1日まで開催。翌来年1月27日には3作目となるミニアルバムも発売し、ライブツアーも2月、そして4月から5月に駆け開催予定。

2023年
- 1月
  - GREN主催ツアーに帯同、東名阪を巡り、27日に3rd EP SCAPEGOATをリリース。
- 2月
  - ライブツアー・ご注文は井田ですか?2023開催。
- 3月
  - 26 NiJYUROCK presents BRUSH UP TOUR 2023にて千葉県、柏ThumbUp、愛知県、HOLIDAY NEXT NAGOYA、大阪府、大阪RUIDO、神奈川県、川崎セルビアンナイト、埼玉県、浦和ナルシス、東京都、高田馬場CLUB PHASEと各地を巡った。

- 4月,5月
  - 4月から5月にかけてライブツアー2023「OVERKill」にて、東名阪を巡り、5th Anniversary ONEMAN TOURが開催される事が発表された。7月28日には配信シングル『アンチノミー』がリリース予定となっている。

- 6月
  - i.D.Aファン感謝祭東名阪TOUR2023「謝謝」を開催。

- 7月
  - 3rd 配信Single、『アンチノミー』をリリース。

- 8月
  - 5th Anniversary ONEMAN TOURの詳細が発表され、題名はcontinue to illuminateと なり、10月は、関東、東京都、青山Rizm,神奈川県,横浜濱書房、

- 10月〜11月
  - i.D.A 5th Anniversary ONEMAN TOUR continue to illuminateを東京都、青山Rizm、神奈川県、横浜濱書房、大阪府、アメリカ村BEYOND、兵庫県、神戸KINGSX、ファイナルを愛知県、NAGOYA CLUB QUATTROにて開催。そして翌1月26日に4th Digital Single 『ATLĀS』を発売予定、加えて、翌4月から5月に掛けて6都市7公演ツアーの開催すると発表した。
  - 11月は、関西、大阪府、アメリカ村BEYOND,兵庫県、神戸KINGSXを巡ったのち、ファイナル公演となるATLĀSを11月30日に愛知県、NAGOYA CLUB QUATTROにて開催予定。

## 作品

### 配布シングル
| # | リリース日     | タイトル  | 形態 | 収録曲 | 製品品番 | 備考                                                   |
| - | -------------- | --------- | ---- | --- | -------- | ------------------------------------------------------ |
| 1 | 2018年10月03日 | CAIN×ABEL | CD   | CD 1. Re:MEMBER(NETH PRIERE CAIN) 2. 噛み付いて。(NETH PRIERE CAIN) 3. ill fame(i.D.A) 4. Break free(i.D.A) | DRRD-065 | NETH PRIERE CAIN & i.D.A名義のデビュー3000枚限定配布盤 |

### CDシングル
| # | リリース日     | タイトル   | 形態        | 収録曲 | 製品品番                              | 備考 |
| - | -------------- | ---------- | ----------- | --- | ------------------------------------- | --- |
| 1 | 2019年01月30日 | 神話双星記 | CD, CD+DVD  | CD 1. 神話双星記 2. Wrath 3. hatred (Type-Bのみ) Type-Aのみ DVD 1. 「神話双星記」(MUSIC CLIP)                                            | DRRD-67B (Type-B) , DRRD-67A (Type-A) | デビューシングル、でもあり両バンドの名義で発表されたCAIN×ABELを含めると2ndシングル目。同時デビューの兄弟バンドであるNETH PRIERE CAINにも同名のシングルがある。(Ba.)ニア在籍時最終作品。 |
| 2 | 2019年09月25日 | Re:sist    | CD, CD+DVD  | CD Type-A 1. Re:sist 2. 偽りと影 CD Type-B 1. Re:sist 2. beautiful freaks 3. RAVEN Type-Aのみ DVD 1. 「Re:sist」(MUSIC CLIP)             | DRRD-71B (Type-B) , DRRD-71A (Type-A) | |
| 3 | 2020年04月15日 | LRRH.      | CD, CD+DVD  | CD Type-A 1. LRRH. 2. Kiss shit!! Type-Aのみ DVD 1. LRRH. (MUSIC CLIP) CD Type-B 1. LRRH. 2. HOPE 3. シバザクラ                          | DRRD-73B (Type-B) , DRRD 73A (Type-A) | |
| 4 | 2022年01月19日 | Noise      | CD+DVD,配信 | CD盤 Type-A 1. Noise 2. Howling 3. Ambitions refrain Type-Aのみ DVD 1. Noise (MUSIC CLIP) 配信版 Type-B 1. Noise 2. Howling 3. evergreen | DRRD-78 (A TYPE)                      | |

### 配信シングル
| # | リリース日       | タイトル               | 収録曲                                                 | 初収録アルバム |
| - | ---------------- | ---------------------- | ------------------------------------------------------ | -------------- |
| 1 | 2021年07月023日0 | ドラマチックチルドレン | 1.ドラマチックチルドレン                               | N/A            |
| 2 | 2022年011月04日0 | SLAUGHTER GAME         | 1.SLAUGHTER GAME                                       | N/A            |
| 3 | 2023年07月028日0 | アンチノミー           | 1.気づけよirony. 2.インサイダーゲーム 3.ヴァイオレット | N/A            |
| 4 | 2024年01月026日0 | ATLĀS                  | 1.SIRIUS 2.不香の花 3.泡のワルツ                       | N/A            |

### 会場限定
| # | リリース日     | タイトル               | 形態 | 収録曲 | 製品品番 | 備考                                                                        |
| - | -------------- | ---------------------- | ---- | --- | -------- | --------------------------------------------------------------------------- |
| 1 | 2019年04月24日 | VERMIN                 | CD   | 1. VERMIN 2. チェックメイト                                                                               | DRRD-069 |                                                                             |
| 2 | 2021年08月14日 | ドラマチックチルドレン | CD   | 1. ドラマチックチルドレン 2. 戯言Dolly 特典 DVD 1. ドラマチックチルドレン Music Video(ノンクレジットVer.) | DRRD-076 | 特典としてドラマチックチルドレン Music VideoのノンクレジットVer.DVDが付属。 |

### ミニアルバム
| # | リリース日                                                | タイトル             | 形態                            | 収録曲                                                                                            | 製品品番      | 備考                             |
| - | --------------------------------------------------------- | -------------------- | ------------------------------- | ------------------------------------------------------------------------------------------------- | ------------- | -------------------------------- |
| 1 | 2021年,1月022日(ダウンロード・ストリーミング)02月03日(CD) | Paradoxical          | CD,ダウンロード・ストリーミング | 1. Paradoxical 2. アプリコット 3. Lamp 4. Inverse 5. mislead 6. iLLUMINA 7. Live in eviL (CDのみ) | DRRD-074 (CD) | (Dr.)啼 在籍時最終作品。         |
| 2 | 2022年07月029日                                           | バタフライエフェクト | ダウンロード・ストリーミング    | 1. caramel 2. タフライエフェクト 3. 万歳idiot 4. Mr.sick 5. Journey                               | DRRD-080      | (Guitur)リオン、在籍時最終作品。 |
| 3 | 2023年01月027日                                           | SCAPEGOAT            | ダウンロード・ストリーミング    | 1. Prologue 2. メランコリック 3. 渇望Tradescant. 4. プラダと悪魔、涙と私。 5. 心傘 6. クオリア    |               | i.D.A、4人体制初のEP。           |

### 映像作品
| # | リリース日                      | タイトル                                                                                             | 形態 | 備考 |
| - | ------------------------------- | --- | ---- | --- |
| 1 | 2018年、2019年4・6・9月         | TAKE FREE LIVE DVD                                                                                   | DVD  | (配布盤)ライブ会場、各販売店にて配布。初代→二代目→三枚目→4枚目とある。                                                |
| 2 | 2022年5月17・24日、6月1日       | i.D.A 3rd Anniversary ONE MAN LIVE＠-Electronic Lady Land- LIVEDVD VOL.1,2,3                         | DVD  | Live Tour 『 i 』, dentity the Noise. Sチケ特典。                                                                     |
| 3 | 2022年12月1日                   | i.D.A 1st Anniversary ONE MAN LIVE「Road of Resistance」2019.11.30(SAT)NAGOYA ell.FITS ALL 前編,後編 | DVD  | i.D.A 2nd Anniversary One Man Live Phase Ⅲ Sチケ特典。※本来は2020年6月26日に開催予定だったワンマンライブのSチケ特典。 |
| 4 | 2023年4月5・18日、 5月2日・29日 | ライブDVD i.D.A 4th Anniversary ONEMAN TOUR FINAL2022.12.01NAGOYA Electric Lady Land VOL.1,2,3,4     | DVD  | Live Tour 2023 「OVERKill」Sチケ特典                                                                                  |

### 参加作品
| # | リリース日 | タイトル                 | 形態    | 収録曲         | 製品品番 | 備考                                                                                                  |
| - | ---------- | ------------------------ | ------- | -------------- | -------- | --- |
| 1 | 2020年09月 | SAVE THE HOLIDAY-NAGOYA- | CD+BOOK | 5.Live in eviL |          | HOLIDAY存続支援のクラウドファンディングとして、発売された「SAVE THE HOLIDAY」限定オムニバスアルバム。 |

### 未収録曲
| # | 収録曲                 | 備考 |
| - | ---------------------- | --- |
| 1 | Welcome to underground | i.D.A結成前にVo.Xeno,Gt.リゼ、元Gt.リオン、元Ba.ニア、元Dr.締が一緒に活動していたバンドであるillFAMEの楽曲、i.D.Aになってからは殆ど披露してはいない。 |
| 2 | Break free '23         | i.D.A結成時からある一曲の新録版。 |

### 未収録MV
| # | 収録曲                      | 備考                                                             | 監督                    |
| - | --------------------------- | ---------------------------------------------------------------- | ----------------------- |
| 1 | ill fame (2018)             | 配布シングル、『CAIN×ABEL』に収録、i.D.Aの1stMV。                | N/A                     |
| 2 | Lamp (Lyric MV) (2021)      | 1st EP Paradoxicalに収録。5th MV                                 | N/A                     |
| 3 | アプリコット (2021)         | 1st EP Paradoxicalに収録。 6th MV                                | N/A                     |
| 4 | iLLUMINA (2021)             | 1st EP Paradoxicalに収録。7th MV                                 | N/A                     |
| 5 | バタフライエフェクト (2022) | 2nd EP バタフライエフェクトの収録曲、リードトラック。10th MV     | TETSUSHI SUEHIRO(HATCH) |
| 6 | メランコリック (2023)       | 3rd EP SCAPEGOATの収録曲、リードトラック。11th MV                | TETSUSHI SUEHIRO(HATCH) |
| 7 | 気づけよirony. (2023)       | 3rd DIGITAL SINGLE アンチノミーの収録曲、リードトラック。12th MV | TETSUSHI SUEHIRO(HATCH) |
| 8 | SIRIUS (2024)               | 4th DIGITAL SINGLE ATLĀSの収録曲、リードトラック。13th MV        | TETSUSHI SUEHIRO(HATCH) |